# Джон Картър: Между два свята
„Джон Картър: Между два свята“ (на английски: John Carter) е американски научнофантастичен филм на режисьора Андрю Стантън. Премиерата на филма се състои 8 март 2012 година в САЩ.

## Актьорски състав
| Актьор         | Роля        |
| -------------- | ----------- |
| Тейлър Кич     | Джон Картър |
| Лин Колинс     | Дея Торис   |
| Уилям Дефо     | Тарс Таркас |
| Саманта Мортън | Сола        |
| Доминик Уест   | Саб Тан     |
| Поли Уокър     | Саркоя      |
| Марк Стронг    | Матай Шанг  |
| и други        |             |

## Награди и номинации
| Награда            | Категория                  | Номиниран(и)                               | Резултат  |
| ------------------ | -------------------------- | ------------------------------------------ | --------- |
| Награда „Сатурн“   | Най-добри специални ефекти | Най-добри специални ефекти                 | номинация |
| Награда „Бредбъри“ | Награда „Бредбъри“         | Андрю Стантън, Марк Андрюс и Майкъл Шейбон | номинация |